# Batata asada
Batata asada, o boniato asado en España, es una comida callejera de invierno popular en el este de Asia. 

## China, Hong Kong y Taiwán
En China, las batatas de pulpa amarilla se asan en un gran tambor de hierro y se venden como comida callejera durante el invierno.  Se llaman kǎo-báishǔ (烤白薯; "batata asada") en el norte de China, wui faan syu (煨番薯) en regiones de habla cantonesa, y kǎo-dìguā (烤地瓜; "batata asada") en Taiwán y el noreste de China, ya que el nombre de las batatas varía en todo el mundo sinófono .

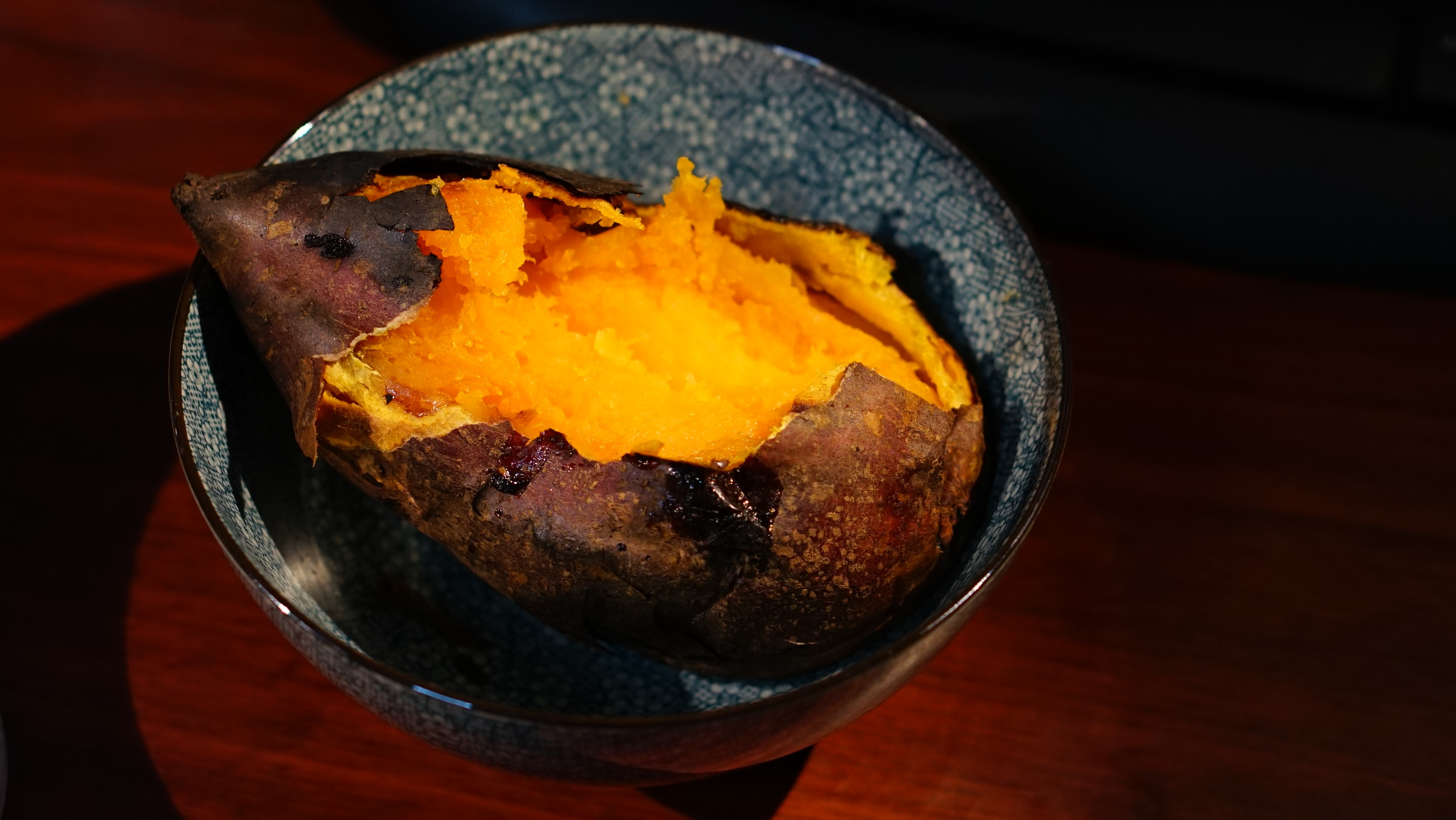
batata asada de China
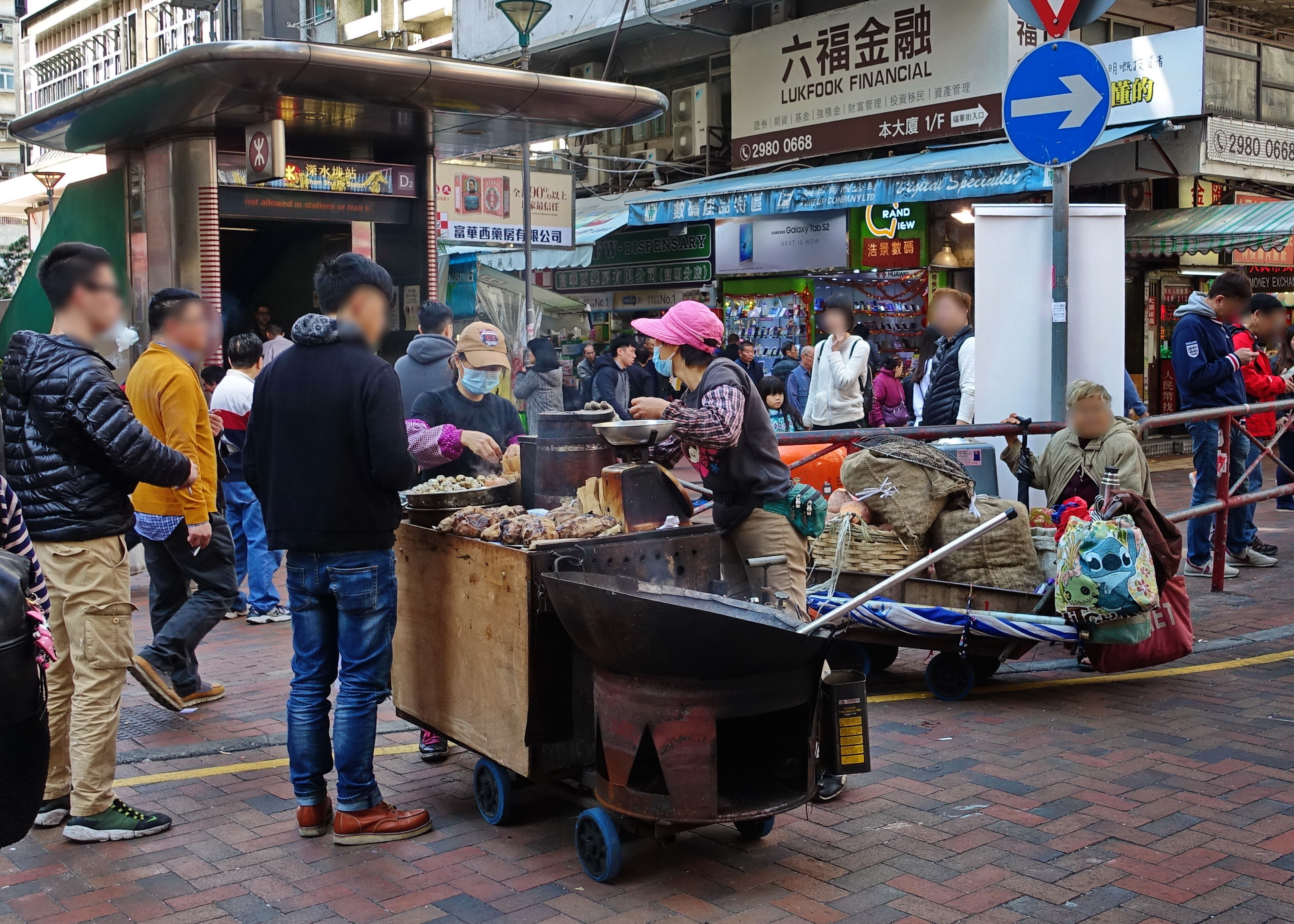
Vendedor ambulante de batatas asadas en Hong Kong

## Corea
Batatas asadas en latas de tambor, llamadas gun-goguma ( 군고구마 ; "batata asada"), también son populares tanto en Corea del Norte como en Corea del Sur .   La comida se vende desde finales de otoño hasta el invierno por vendedores que visten ushanka, a la que a veces se hace referencia como "sombrero de vendedor de batatas asadas" o "sombrero de vendedor de castañas asadas". Aunque se puede asar cualquier tipo de goguma (batata), las variedades más suaves y húmedas, como la hobak-goguma (batata con calabaza), se prefieren a las variedades más firmes y harinosas, como la bam-goguma ("batata castaña") para asar. 

En Corea del Sur, las batatas asadas se secan para hacer gun-goguma-mallaengi ( 군고구마 말랭이 ), y congelado para hacer goguma con pistola de hielo ( 아이스 군고구마 ).  Aunque el gun-goguma ha sido tradicionalmente un alimento de invierno, hoy en día el helado y el batido de gun-goguma se disfrutan en verano. 

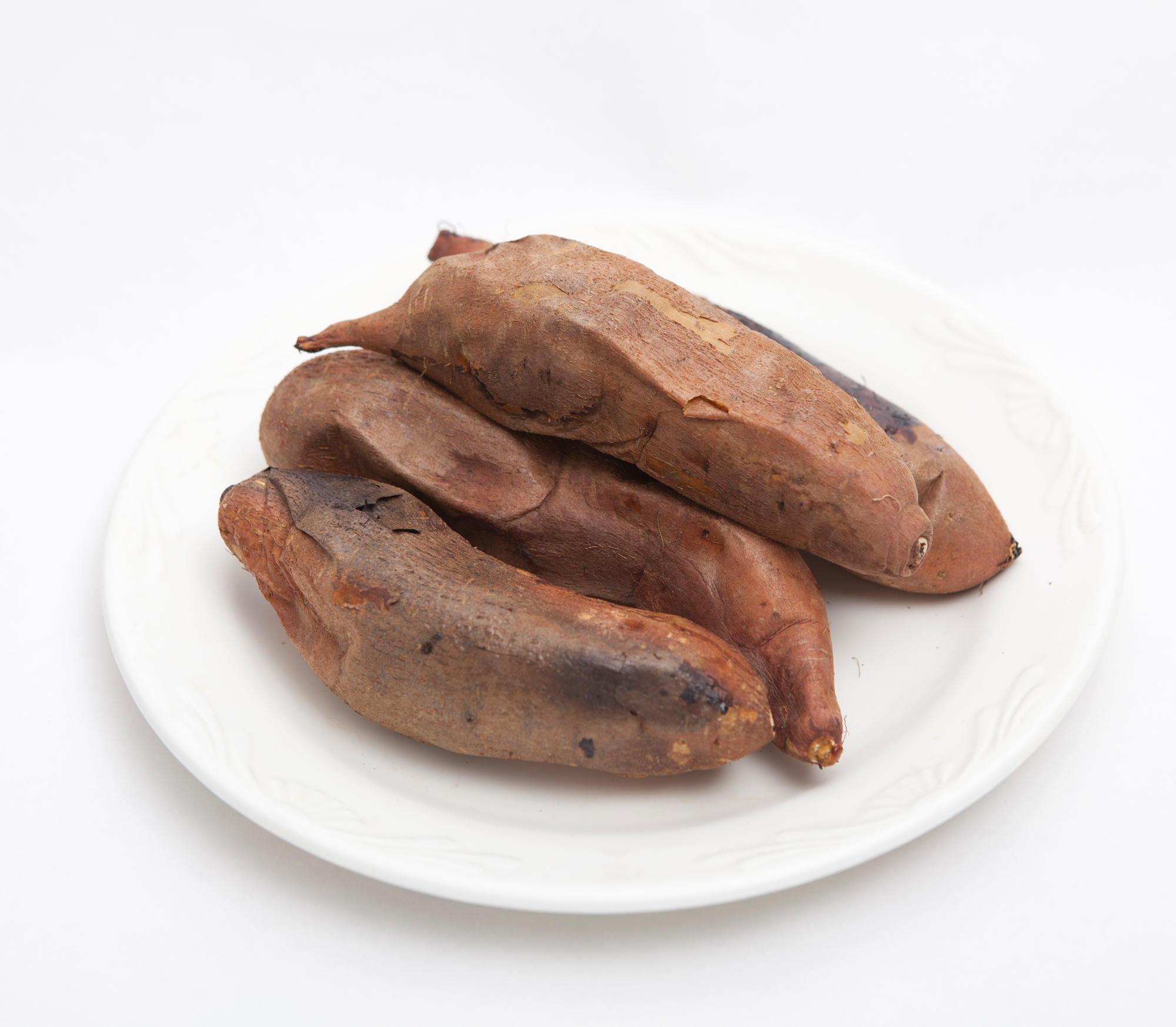
pistola-goguma
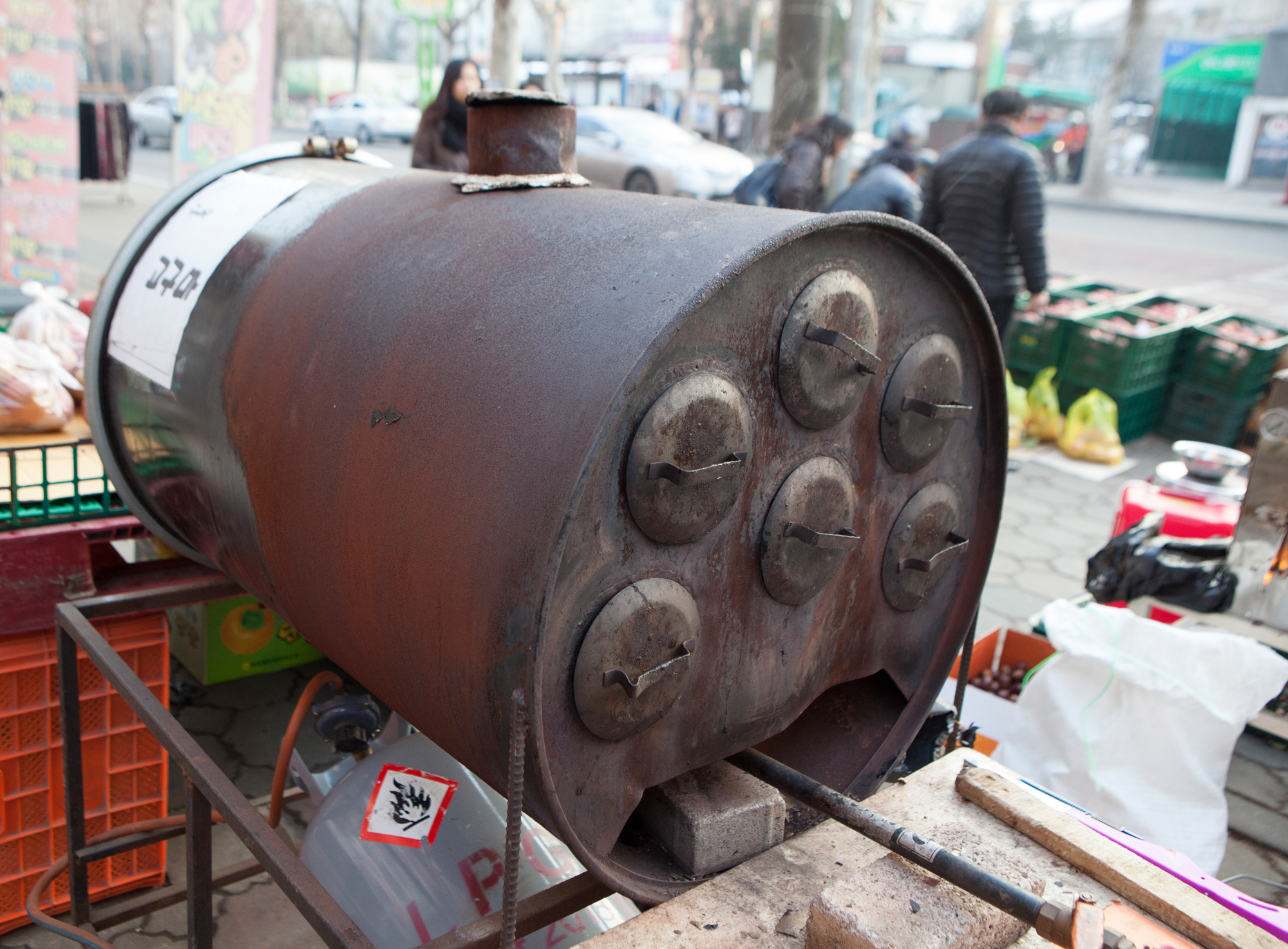
Lata de tambor pistola-gogumatípica es corea
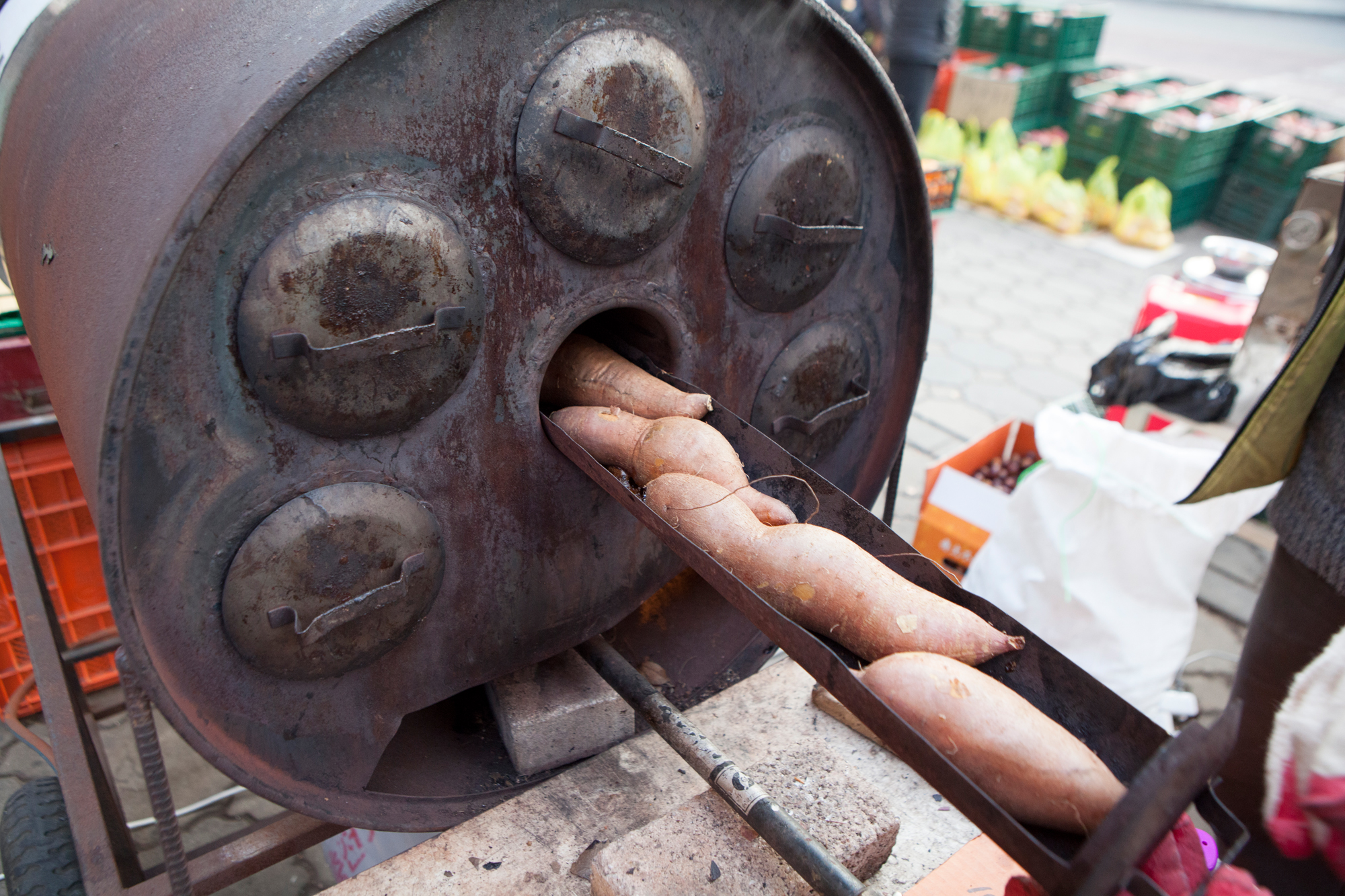
asar goguma en la lata de tambor
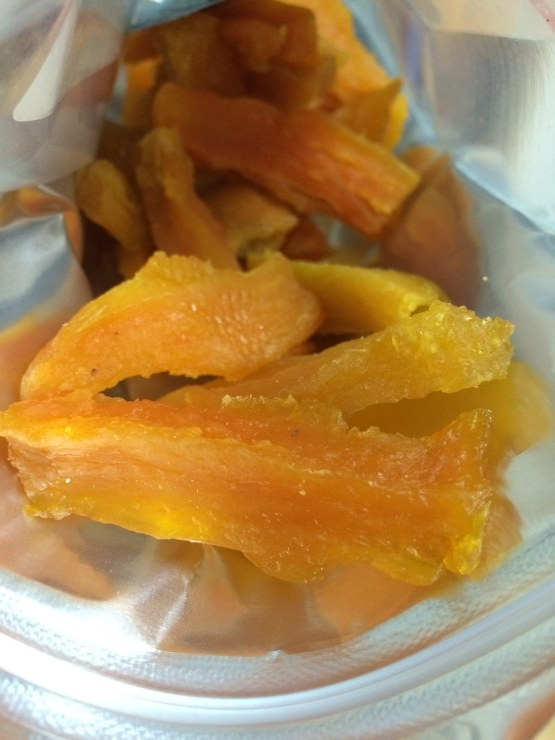
Gun-goguma-mallaengi(batatas asadas medio secas) como refrigerador

## Japón
En Japón, una comida callejera similar se llama ishi yaki-imo (石焼き芋; "batata asada en piedras calientes") y vendida en camiones durante el invierno. 

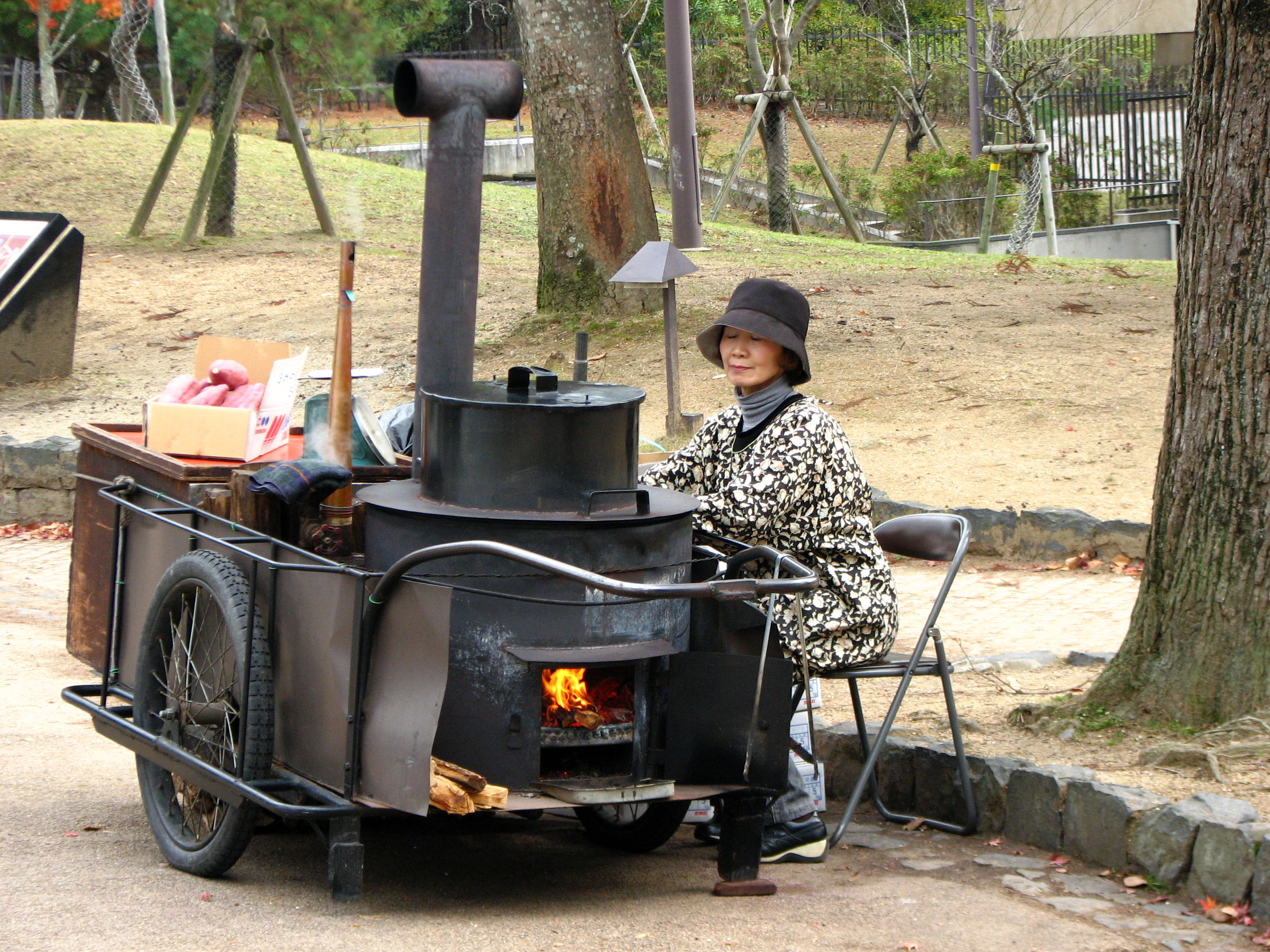
Vendedorde yaki-imoesnara,Japon
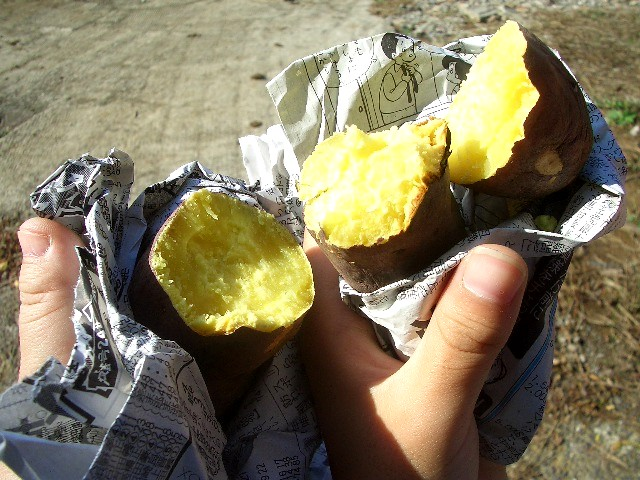
Las patatas al horno a la piedra envueltas en papel de periódico son un estilo común.

## Vietnam del Norte
Batatas asadas ( khoai lang nướng</link> ) también es una comida callejera popular en Hanói y el norte de Vietnam en invierno. 

## Emojis
En 2010, se aprobó un emoji para Unicode 6.0.